# Narthecium reverchonii
Narthecium reverchonii  (лат.) — вид однодольных растений рода Нартециум (Narthecium) семейства Нартециевые (Nartheciaceae). Впервые описан чешским ботаником Ладиславом Йозефом Челаковским в 1887 году.

## Распространение
Эндемик Корсики (Франция).

## Ботаническое описание
Корневищный геофит.
Стебель высотой 10—40 см.
Листья жилистые; верхние стеблевые листья меньше нижних.
Соцветие кистевидное, слабое, с 10—24 цветками с жёлтым околоцветником.
Плод — коробочка.